# Manas (Changji)

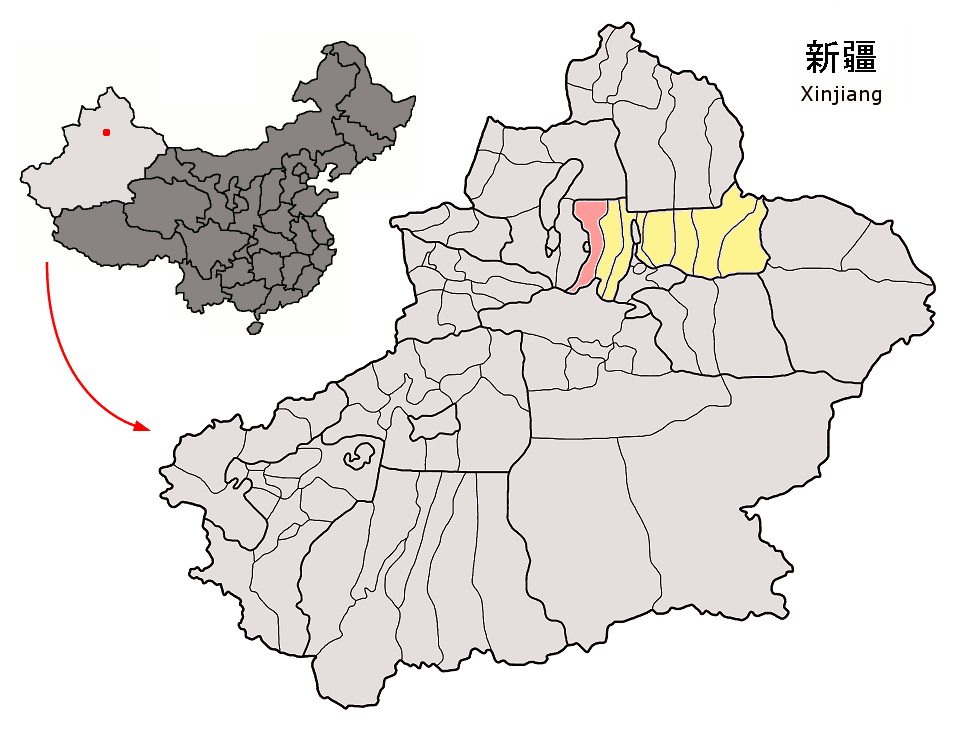
Lage des Kreises Manas (rosa) im Autonomen Bezirk Changji (gelb)

Der Kreis Manas (chinesisch 玛纳斯县, Pinyin Mǎnàsī Xiàn, uigurisch ماناس ناھىيىسى Manas Naⱨiyisi) ist ein Kreis des Autonomen Bezirks Changji der Hui im mittleren Norden des Uigurischen Autonomen Gebietes Xinjiang in der Volksrepublik China. Er hat eine Fläche von 9.154,48 km² und zählt 237.558 Einwohner (Stand: Zensus 2010). Sein Hauptort ist die Großgemeinde Manas (玛纳斯镇).

## Administrative Gliederung
Auf Gemeindeebene setzt sich der Kreis aus sieben Großgemeinden und fünf Gemeinden (davon drei Nationalitätengemeinden der Kasachen) zusammen. Diese sind (Pinyin/chinesisch):
- Großgemeinde Manas 玛纳斯镇
- Großgemeinde Beiwucha 北五岔镇
- Großgemeinde Liuhudi 六户地镇
- Großgemeinde Lanzhouhu 凉州户镇
- Großgemeinde Baijiadian 包家店镇
- Großgemeinde Letuyi 乐土驿镇
- Großgemeinde Lanzhouwan 兰州湾镇
- Gemeinde Tougong 头工乡
- Gemeinde Guangdongdi 广东地乡
- Gemeinde Qingshuihe der Kasachen 清水河哈萨克族乡
- Gemeinde Taxihe der Kasachen 塔西河哈萨克族乡
- Gemeinde Hanqiazitan der Kasachen 旱卡子滩哈萨克族乡